# 치악터널
치악터널(雉岳터널)은 중앙선에 위치한 길이 3,650m의 터널이다.
치악역하고 창교역 사이에 있으며, 일제강점기 당시 강제 징용자들에 의해 건설되었다(1941년 준공).
일부 지도에서 치악역하고 가까운 곳은 "가리파굴"로 표시되어 있으며, 창교역하고 가까운 곳은 "둔창굴"로 표시되어 있다.
2021년 중앙선 이설로 폐선되었으며 길이 14,240km의 백운터널하고 11,230km의 박달터널로 대체되었다.

## 같이 보기
- 치악역
- 창교역
- 치악산